# Scharnitz
Scharnitz est une commune du district d'Innsbruck-Land au Tyrol (Autriche), située au nord de la ville d'Innsbruck.